# Граблей, Урсула
Урсула Маргарет Мари Федора Граблей (нем. Ursula Grabley; 8 декабря 1908, Вольтерсдорф (Бранденбург), Германская империя — 3 апреля 1977, Брилон, ФРГ) — немецкая актриса
 театра и кино.

## Биография
Родилась в семье доктора. Брала уроки современного танца в школе Рудольфа фон Лабана. Дебютировала на сцене театра в Гамбурге. С 1927 года выступала в театре Volksbühne в Берлине. Позже, в Комише опер, Немецком театре, театре на Ундер дер Линден.
С 1929 года снималась в немом кино. Получала множество предложений в кино. Играла, в основном, в кинокомедиях. После конфликта с министром пропаганды Йозефом Геббельсом с 1939 года получила лишь несколько ролей в кино и вынуждена была ограничиться театральной работой.
За свою карьеру по 1977 год сыграла в более чем в 80 фильмах и телешоу.
Похоронена в Бад-Зарове.

## Избранная фильмография
- 1974—1998 — Деррик (телесериал)
- 1955 — День отца / Vatertag
- 1952 — Красочный сон / Der bunte Traum
- 1950 — Тринадцать под одной шляпой / Dreizehn unter einem Hut — Лидия Хемпель
- 1945 — Под мостами / Unter den Brücken — Вера, официантка
- 1940 — Сумерки / Zwielicht
- 1936 — Горячая кровь / Heißes Blut
- 1933 — Весенние голоса / Frühlingsstimmen — Олли Крюгер
- 1932 — Чёрный гусар — Бригитта